# Rågetaåsens naturreservat
Rågetaåsen är ett naturreservat i Enslövs socken i nordöstra delen av Halmstads kommun i Halland.
Reservatet är beläget öster om Fröslida, är skyddat sedan år 2000 och är 13 hektar stort. 

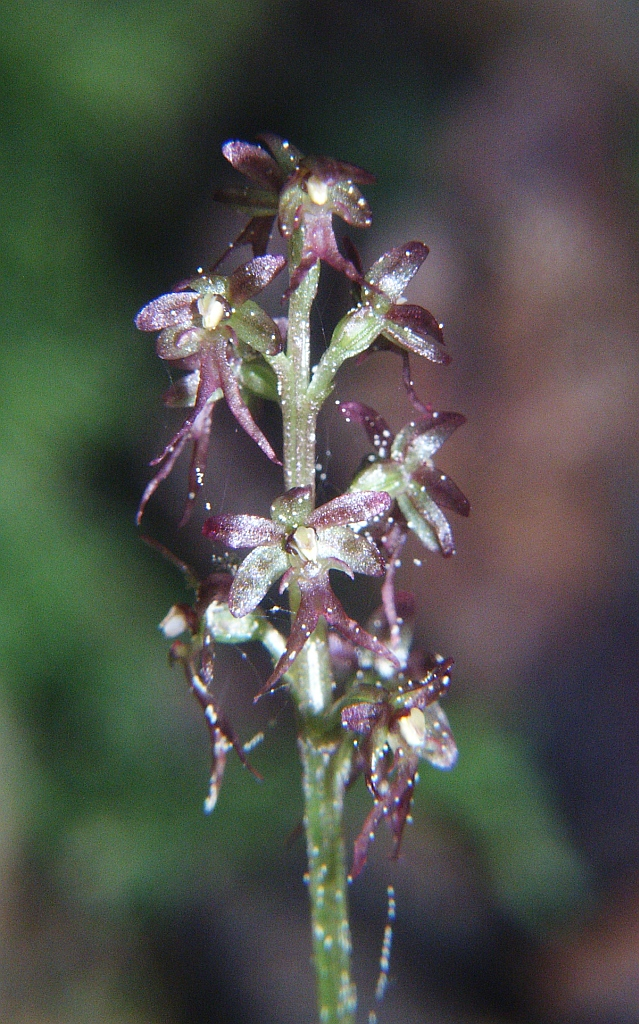
Spindelblomster

Området består av blandskog där bok och gran dominerar. Gamla träd, död ved och sumpmarker bidrar en urskogsliknande karaktär. På grova bokstammar växer sällsynta lavar. Senneån rinner utmed reservatet och bidrar på sitt sätt till djurlivet.